# Арбалейка
Арбалейка — река в России, протекает по Старокулаткинскому району Ульяновской области. Устье реки находится в 12 км по левому берегу реки Усть-Кулатка. Длина реки составляет 13 км. Площадь водосборного бассейна — 95,9 км².

## Данные водного реестра
По данным государственного водного реестра России относится к Нижневолжскому бассейновому округу, водохозяйственный участок реки — Терешка от истока и до устья. Речной бассейн реки — Волга от верховий Куйбышевского водохранилища до впадения в Каспий.
Код объекта в государственном водном реестре — 11010001912112100010400.